# Miya Masaoka
Miya Masaoka (Washington D. C., 1958) es una intérprete de koto de 17 cuerdas, y compositora estadounidense de origen japonés, que se mueve en el terreno de la música clásica contemporánea, el jazz contemporáneo y la fusión de músicas tradicionales.

## Historial
Asentada en San Francisco, Miya Masaoka comenzó a ser conocida en el área de la bahía, como miembro fundadora del trío de música electroacústica, improvisación libre y música experimental, Maybe Monday, junto al saxofonista Larry Ochs, ex-Rova Saxophone Quartet, y el guitarrista Fred Frith. Está casada con el trombonista George Lewis.

## Estilo
Su música incluye obras para grandes formaciones, a veces con fuentes de sonido inusuales, como el zumbido de las abejas, o los sonidos amplificados del cuerpo humano (ondas cerebrales, latidos del corazón, etc.).  En una plaza del Market Street de San Francisco, estrenó una obra utilizando un grupo de docenas de músicos, una pareja de exóticos bailarines , y grabaciones de entrevistas con prostitutas; su título, "What's the Difference Between Stripping and Playing the Violin?" (¿qué diferencia hay entre desnudarse y tocar el violín?). 

## Films
- 1999 - L. Subramaniam: Violin From the Heart.  Directed by Jean Henri Meunier.  (incluye una escena con Masaoka tocando con L. Subramaniam.)